# Трип
Трип (утрехтський оксамит) нід. trijp — вовняна тканина з ворсом на лицьовій стороні, шерстяний оксамит. Використовувалась для верхнього одягу, головних уборів, оббивки меблів, екіпажів, портьєр. Утрехтский оксамит був доволі коштовною тканиною і великою рідкістю у XIX ст. Названий за нідерландським містом Утрехт, яке було відоме у XVII—XIX ст. оксамитом та килимами. 